# Viktor Tjumenev
Viktor Nikolaevič Tjumenev (in russo Виктор Николаевич Тюме́нев?; Mosca, 1º giugno 1957 – Mosca, 2 agosto 2018) è stato un hockeista su ghiaccio sovietico, dal 1991 russo.

## Palmarès

### Olimpiadi invernali
- 1 medaglia[1]:
  - 1 oro (Sarajevo 1984)

### Mondiali
- 3 medaglie[1]:
  - 2 ori (Unione Sovietica 1986; Svizzera 1990)
  - 1 bronzo (Cecoslovacchia 1985)